# Wrld on Drugs
A Wrld on Drugs mixtape, melyet két amerikai rapper, Juice Wrld és Future készítettek. 2018. október 19-én adta ki az Epic Records, a Freebandz, a Grade A és az Interscope Records, bár eredetileg október 15-ére volt bejelentve. A vezető kislemez, a Fine China 2018. október 15-én jelent meg. A mixtape-en hallható még többek között Young Scooter, Young Thug, Lil Wayne, Yung Bans, Gunna és Nicki Minaj.

## Háttér
A Fine China megjelenése után a Wrld on Drugs, Future és Juice közös projektjeként került bemutatásra a közösségi média oldalain. A projekt tizenhat dalból áll. Mindkét művész tweetelt egy kézzel írt listát a dalokról Pluto x Juice #WRLDONDRUGS felirattal (a "Pluto", Future debütáló albumára utal). Future azt is feltárta, hogy ő és Juice Wrld a stúdióban dolgoztak a projekten, sürgetve utóbbit, hogy "készítse el az album borítóját, és válassza ki a dalokat és tegye ki ASAP" Azt állította: "Én & JuiceWorlddd a stúdióban ... ami elegendő löketet adott ahhoz, hogy ezen a héten dobjunk egy mixtape-t."
A The Source az album címét összekapcsolta egy amerikai rapper, Mac Miller halálával, kijelentve: "Maga a cím érdekes és szól a Hip-Hop jelenlegi helyzetéhez. A Pittsburgh-i rapper Mac Miller a közelmúltbeli kábítószerrel kapcsolatos halálával felmerül a kérdés, vajon a projekt nyitva áll, a kábítószer-használatról vagy a mentális betegségekről a világ legnagyobb műfajában." A HotNewHipHop javasolta, hogy a dalcímekben a gyógyszerek elnevezése azt sugallja, hogy a mixtape-ban nagy számban lehet hivatkozni a drogokra.

## Kislemezek
A "Fine China" 2018. október 15-én jelent meg, és 2018 júliusában vették fel. Ennek elkészítését a rapperek közzétették Instagram oldalukon. A második kislemez a "No issue"-hoz készült egy videoklip, egy sivatagban, Cole Bennett rendezésében.

## Kereskedelmi teljesítmény
A Wrld on Drugs a második helyen debütált az USA Billboard 200-ban, Lady Gaga és Bradley Cooper, "A Star Is Born" albuma mögött, 98 000 album letöltéssel és 8 000 album eladással. Ez Future tizedik albuma, és Juice Wrld második albuma, mely bekerült az Egyesült Államok Top 10-ébe. Az album a második héten a nyolcadik helyre esett vissza, további 45 000 letöltéssel.

## Dalok listája
| Sorszám   | Cím                                                       | Író(k)                                                                                  | Producer(ek)                    | Időtartam |
| --------- | --------------------------------------------------------- | --------------------------------------------------------------------------------------- | ------------------------------- | --------- |
| 1.        | "Jet Lag" (featuring Young Scooter)                       | Nayvadius Wilburn, Jarad Higgins, Kenneth Bailey, Andrew Wotman, Louis Bell, Carl Rosen | Andrew Watt, Bell               | 4:33      |
| 2.        | "Astronauts"                                              | Wilburn, Higgins, Wesley Glass, Robert Richardson                                       | Wheezy, Bobby Raps              | 2:52      |
| 3.        | "Fine China"                                              | Wilburn, Higgins, Glass, Simon Christensen, Corey French                                | Wheezy, Psymun, SinGrinch       | 2:24      |
| 4.        | "Red Bentley" (featuring Young Thug)                      | Wilburn, Higgins, Jeffery Williams, Shane Lindstrom                                     | Murda Beatz                     | 3:30      |
| 5.        | "Make It Back" (performed by Juice Wrld)                  | Higgins, Glass, Jun Ha Kim, Adam Feeney                                                 | Wheezy, CVRE, Frank Dukes       | 1:43      |
| 6.        | "Oxy" (performed by Future featuring Lil Wayne)           | Wilburn, Dwayne Carter, Jr., Tony Son                                                   | Richie Souf                     | 3:02      |
| 7.        | "7AM Freestyle"                                           | Wilburn, Higgins, Glass                                                                 | Wheezy                          | 3:15      |
| 8.        | "Different" (featuring Yung Bans)                         | Wilburn, Higgins, Vas Coleman, Glass, Kevin Gomringer, Tim Gomringer                    | Wheezy, Cubeatz                 | 2:33      |
| 9.        | "Shorty"                                                  | Wilburn, Higgins, Glass, Tobias Dekker, Keyshawn Gilmore                                | Wheezy, Keyyz, Outtatown        | 2:03      |
| 10.       | "Realer N Realer"                                         | Wilburn, Higgins, Glass, Colin Franken                                                  | Wheezy, Frankie Bash            | 2:53      |
| 11.       | "No Issues"                                               | Wilburn, Higgins, Glass, Rosie Lowe                                                     | Wheezy                          | 3:30      |
| 12.       | "WRLD On Drugs"                                           | Wilburn, Higgins, Brandon Wright, Donald Cannon, Jordan Ortiz, Basil Beyah              | Oogie Mane, Don Cannon, B Hunna | 3:39      |
| 13.       | "Afterlife" (performed by Future)                         | Wilburn, Glass, Dwan Avery                                                              | Wheezy, DY                      | 3:36      |
| 14.       | "Ain't Livin' Right" (featuring Gunna)                    | Wilburn, Higgins, Sergio Kitchens, Hudson                                               | Trell Got Wings, Nikko Bunkin   | 3:53      |
| 15.       | "Transformer" (performed by Future featuring Nicki Minaj) | Wilburn, Onika Maraj, Jacob Canady                                                      | ATL Jacob                       | 3:18      |
| 16.       | "Hard Work Pays Off"                                      | Wilburn, Higgins, Wotman, Bell, Nathan Perez, Rosen                                     | Watt, Happy Perez, Bell         | 3:47      |
| Összesen: |                                                           |                                                                                         |                                 | 49:31     |

## Slágerlisták

### Heti slágerlisták
| Slágerlista (2018–19)                         | Legjobb pozíció |
| --------------------------------------------- | --------------- |
| Ausztrália (ARIA Top 50 Albums)               | 28              |
| Ausztria (Ö3 Austria Top 40)                  | 44              |
| Belgium (Ultratop Flandria)                   | 34              |
| Belgium (Ultratop Vallónia)                   | 133             |
| Kanada (Billboard Canadian Albums Chart)      | 5               |
| Dánia (Hitlisten Album Top 40)                | 18              |
| Hollandia (Dutch Charts Album Top 100)        | 12              |
| Finnország (Musiikkituottajat Albumit Top 50) | 36              |
| Németország (Media Control Top 100 Album)     | 87              |
| Írország (IRMA)                               | 24              |
| Olaszország (FIMI Album Top 20)               | 86              |
| Új-Zéland (Recorded Music NZ Top 40 Albums)   | 28              |
| Norvégia (VG-lista Album Top 40)              | 11              |
| Svédország (Sverigetopplistan Top 60 Albums)  | 17              |
| Svájc (Schweizer Hitparade Top 100 Albums)    | 54              |
| Egyesült Királyság (UK Albums Chart)          | 23              |
| USA Billboard 200                             | 2               |
| USA Top R&B/Hip-Hop Albums (Billboard)        | 1               |

### Év végi helyezés
| Slágerlista (2019)                    | Helyezés |
| ------------------------------------- | -------- |
| US Billboard 200                      | 170      |
| US Top R&B/Hip-Hop Albums (Billboard) | 77       |